# Vickers Type 432
Vickers Type 432 là một mẫu máy bay tiêm kích tầng cao của Anh, do hãng Vickers phát triển trong Chiến tranh thế giới II.

## Tính năng kỹ chiến thuật
Dữ liệu lấy từ British Secret Projects Fighters and Bombers 1935-1950
Đặc điểm tổng quát
- Tổ lái: 1
- Chiều dài: 39 ft 3 in (12 m)
- Sải cánh: 56 ft 10,5 in (17,34 m)
- Chiều cao: 4,19 m (13 ft 9 in)
- Diện tích cánh: 450 ft² (41,8 m²)
- Trọng lượng rỗng: 7.427 kg (16.373 lb)
- Trọng lượng cất cánh tối đa: 9.150 kg (20.168 lb)
- Động cơ: 2 × Rolls-Royce Merlin 61, 1.520 hp (1.133 kW)  mỗi chiếc

 Hiệu suất bay 
- Vận tốc cực đại: 380 mph (612 km/h) ở độ cao 15.000 ft (4.572 m)
- Tầm bay: 1.500 dặm (2.415 km)
- Trần bay: 38.000 ft (11.280 m)
- Vận tốc leo cao: 2.750 ft/phút (14 m/s)
- Tải trên cánh: 223 kg/m² (46 lb/ft²)
- Công suất/trọng lượng: 0,25 kW/kg (0,15 hp/lb)

Trang bị vũ khí

- Súng: 6 × pháo Hispano 20 mm